# Adam Krylik
Adam Krylik (ur. 1975 w Szczecinku) – polski wokalista, aktor dubbingowy, autor muzyki i tekstów. Wokalista zespołów Harvester i Chili My.

## Kariera
Brał udział w programie Szansa na sukces. Uczestnik konkursu „Debiuty” podczas Festiwal Piosenki Polskiej w Opolu w 1998 roku. Przez 10 lat związany z Teatrem Muzycznym Roma w Warszawie. Brał udział w spektaklach m.in. Miss Saigon, Grease, Koty, Taniec wampirów, Piotruś Pan, Upiór w operze, Akademia pana Kleksa oraz Pięciu braci Moe w reż. Olafa Lubaszenki. Muzyk sesyjny, współpracujący w przeszłości bądź obecnie z wieloma artystami polskiej sceny rozrywkowej tj. Kasia Kowalska, Edyta Górniak, Reni Jusis, Krzysztof Krawczyk, Michał Bajor, Varius Manx, i in.
Od wielu lat współpracuje z Adamem Sztabą i jego orkiestrą m.in. przy projektach takich jak: Koncert „Tu Warszawa” inaugurujący prezydencję Polski w UE, programy TV „Moja krew”, „Fabryka gwiazd” (Polsat), „Mam talent” (TVN), „Taniec z gwiazdami” (TVN), koncert Michaela Boltona na Gali 15-lecia Polsatu i in. Z własnym utworem „Mały Joe” wystąpił na TOPtrendy Festiwal 2012. Zdobywca I nagrody na Carpathia Festival 2014 w Rzeszowie za wykonanie „Piosenki piekarza”.

## Dyskografia

### Albumy
- Kto za mną stoi (18 marca 2014, Warner Music Poland)

### Teledyski
- „Piosenka piekarza” (2014, reżyseria: Łukasz Jedynasty)[1]
- „Zamierzam zmienić cały świat” (2014, reżyseria: Łukasz Jedynasty)[1]
- „Boję się żyć” (2013, reżyseria: Damian Żurawski)[1]

## Wykonanie piosenek
- 2013: Psi patrol
- 2012: Raz na tysiąc nocy na płycie Klenczon Legenda
- 2011: Strażak Sam – wykonanie piosenek
- 2008: Horton słyszy Ktosia
- 2007–2010: Fineasz i Ferb
- 2007–2016: Baranek Shaun – wykonanie piosenek (TV Puls)
- 2006: 7 krasnoludków: Las to za mało – historia jeszcze prawdziwsza
- 2006: Krowy na wypasie
- 2006: Stefan Malutki
- 2006: Gothic 3
- 2006: Dżungla
- 2005–2007: Amerykański smok Jake Long
- 2005–2007: A.T.O.M. Alpha Teens On Machines
- 2005: Trollz
- 2005: Czerwony Kapturek – prawdziwa historia
- 2004–2007: Danny Phantom
- 2004: Pupilek
- 2004: Rogate ranczo – piosenka „Dom daleko stąd”
- 2004: Baśniowy świat 5 – piosenka „Trzej myszkieterowie”
- 2004: Legenda telewizji
- 2004: Power Rangers Dino Grzmot
- 2004: Shrek 2
- 2004: Ekspres polarny
- 2003–2005: Młodzi Tytani – piosenka w odc. 33
- 2003: Nawiedzony dwór
- 2003: Księga dżungli 2 – piosenki „Marsz słoni” i „Dzicy… jak my”
- 2002: Roboluch
- 2001–2002: Café Myszka
- 2000–2001: Digimon
- 2000: Pełzaki w Paryżu
- 2000: Scooby Doo i najeźdźcy z kosmosu
- 2000: Pokémon 3: Zaklęcie Unown
- 2000: Tweety – wielka podróż
- 1999: SpongeBob Kanciastoporty
- 1999: Babar – król słoni
- 1998: Życzenie wigilijne Richiego Richa
- 1998: Kacper i Wendy
- 1997–1998: Dzielne żółwie: Następna mutacja
- 1994–1996: Fantastyczna Czwórka
- 1993–1996: Nowe przygody Kapitana Planety
- 1993: Yabba Dabba Do!
- 1993: Huckleberry Finn
- 1993: Podróż do serca świata
- 1992–1993: Goofy i inni – piosenki w nowym dubbingu
- 1979: Scooby Doo podbija Hollywood
- 1972–1973: Nowy Scooby Doo
- 1966: Człowiek zwany Flintstonem

## Polski dubbing
- 2012: Scooby Doo: Pogromcy wampirów – Bram, adorator Daphne
- 2011: Battlefield 3 – kapitan Quinton Cole
- 2010–2011 Jake i piraci z Nibylandii – Kostek, członek zespołu Piraci z Nibylandii
- 2011: Bąbelkowy świat gupików – Pan Grouper
- 2011: Rango – Mariachi
- 2010: H2O – wystarczy kropla – Will
- 2010: Viva High School Musical Meksyk: Pojedynek
- 2006–2008: Nowa szkoła króla – Dirk Brock
- 2006: Co gryzie Jimmy’ego? – Crocco
- 2006: Krowy na wypasie – Suseł
- 2005–2008: Ben 10 – Phil (odc. 14)
- 2005: Robotboy – Donny
- 2004: Boogie Beebies – prowadzący Piotr
- 1992: Tom i Jerry: Wielka ucieczka
- 1989–1992: Karmelowy obóz